# Estação Bairro da Paz
A Estação Bairro da Paz é uma das estações do Metrô de Salvador, situada em Salvador, entre a Estação Tamburugy e a Estação Mussurunga. Faz parte da Linha 2.
Foi inaugurada em 11 de setembro de 2017 juntamente com outras quatro estações da linha. Localiza-se na Avenida Paralela. Atende aos bairros de Bairro da Paz e Itapuã.

## Características
A estação tem 8 048,00 metros quadrados de área construída em trecho de superfície. Possui duas plataformas laterais de embarque/desembarque.